# Tinie Tempah

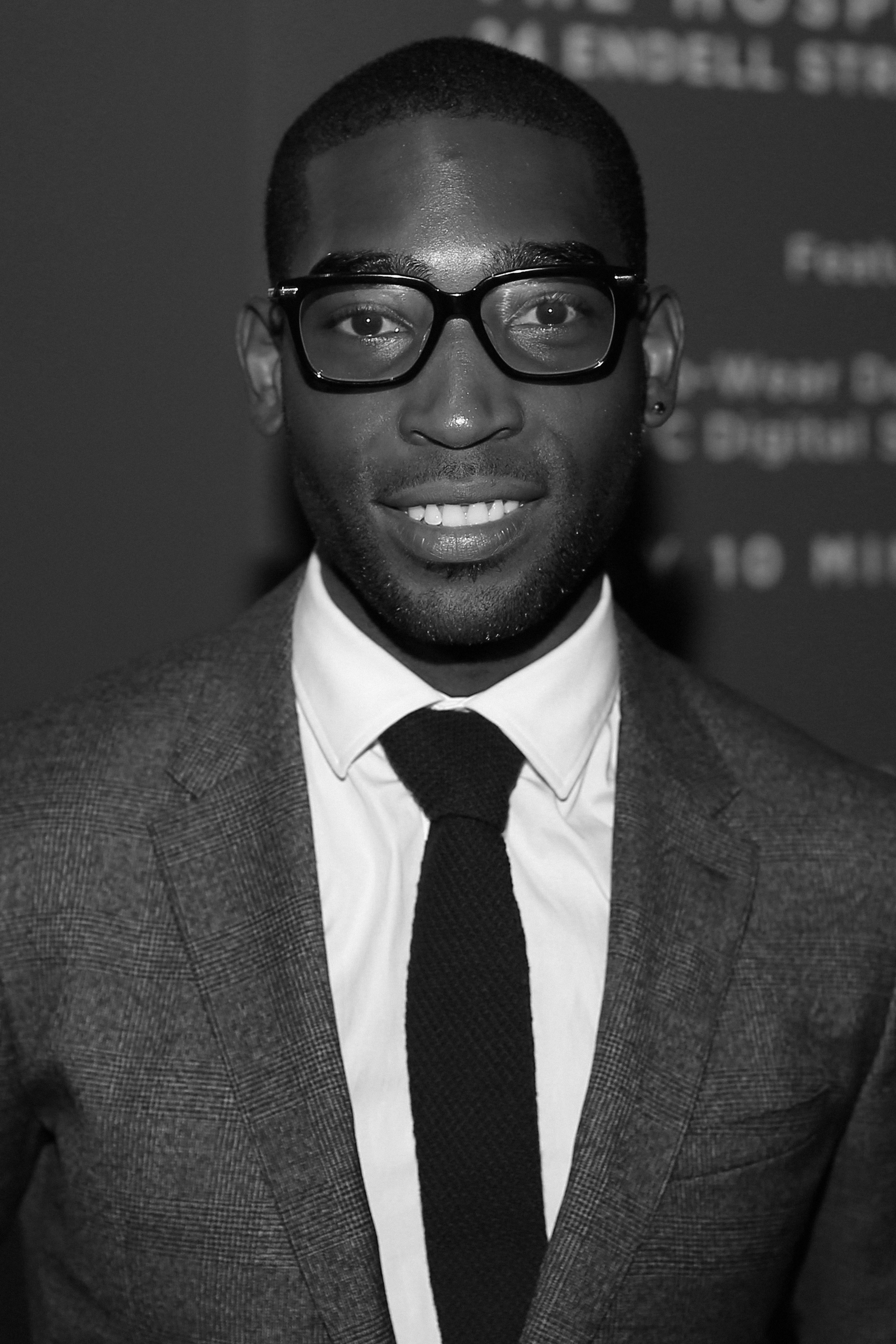
Tinie Tempah (2014)

Tinie Tempah (* 7. November 1988 in London; eigentlicher Name Patrick Chukwuemeka Okogwu) ist ein britischer Grime-Rapper und MC aus Südost-London. Seine Eltern sind nigerianischer Herkunft und er hat einen Bruder sowie zwei Schwestern. Er ist besonders in Großbritannien erfolgreich und feierte dort mit seinem Debütalbum Disc-Overy und den drei Singles Pass Out, Written in the Stars und Not Letting Go die Spitzenposition.

## Karriere
Tinie Tempahs erster Song Wifey von 2006 wurde ein Underground-Hit in Großbritannien und erreichte die Spitze der britischen Urban-Charts.
Er gründete mit seinem Manager und Cousin Dumi Oburota das Label Disturbing London, das sowohl für seine eigene Musik als auch für andere junge Musiker gedacht war.
Als der Scout Jade Richardson ihn beim Wireless Festival sah, rief sie den Parlophone-Chef Miles Leonard an, der zusammen mit dem A&R Nathan Thompson wenige Wochen später Tempah und seinen Manager im Studio besuchte. Im Oktober 2009 verkündete Tempah, er habe bei Parlophone unterschrieben.

### 2010–2011: DebütalbumDisc-Overy
Im Februar 2010 veröffentlichte er seine erste offizielle Single Pass Out und erreichte mit 92.000 Kopien sofort Platz 1 der britischen Charts. Im Juni spielte er beim Glastonbury Festival den Song zusammen mit Snoop Dogg live. Bei den BRIT Awards 2011 erlangte Tinie Tempah gleich zwei Auszeichnungen: als British breakthrough act und British single für den Titel Pass Out. Am 6. Juni erschien seine zweite Auskopplung Frisky, die in Großbritannien auf Platz 2 und in Irland auf Rang 3 landete. Die beiden ersten Singles verkauften sich zusammen über 750.000 mal.
Mit der dritten Single Written in the Stars gelang ihm 2011 endlich auch der Durchbruch in den USA. Der Song wurde gleichzeitig auch das Titellied zu Wrestlemania 27.
Vierte Single wurde im Oktober Miami 2 Ibiza mit der Swedish House Mafia. Der Titel konnte sich auch in einige anderen europäischen Ländern wie Schweden, Niederlande und Belgien in den Top 10 platzieren. Erst danach erschien sein lang erwartetes Debütalbum Disc-Overy.
In Großbritannien veröffentlichte er außerdem Wonderman mit Ellie Goulding.
Seine erste eigene Tour mit Auftritten von Chiddy Bang startete er im Oktober 2010, nachdem er zuvor schon mit Stars wie Jay-Z, Rihanna, Chipmunk und Mr Hudson getourt war. Im Januar 2011 war er außerdem Gast bei der OMG Tour von Usher.
2011 steuerte er außerdem ein Feature zu dem Album No More Idols von Chase & Status bei: den Song Hitz.
Am 13. Oktober erschien seine Biographie My Story So Far im Handel.

### Seit 2011: Zweites AlbumDemonstration

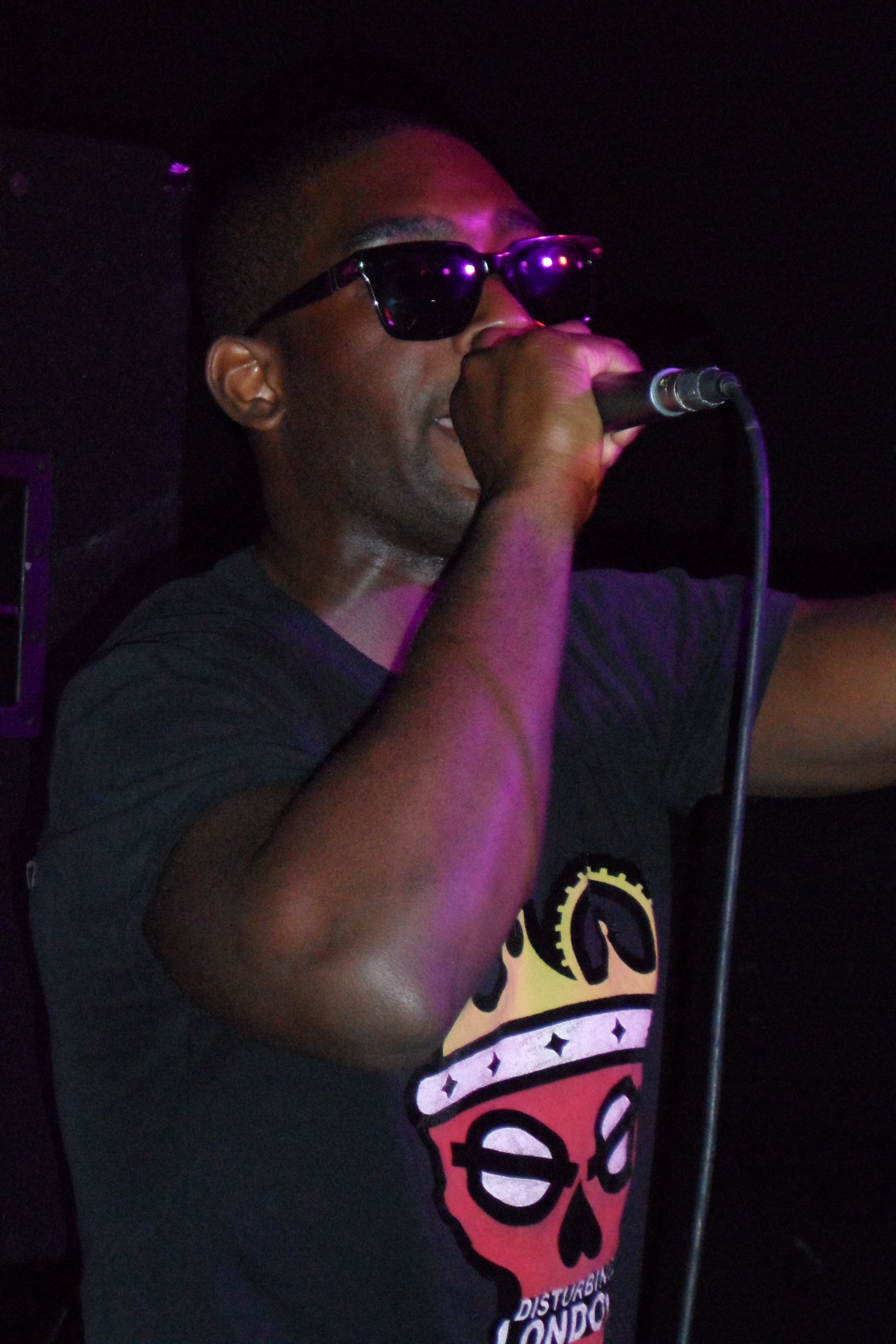
Tinie Tempah in Toronto (2011)

Am 24. November 2011 veröffentlichte er den Song Like It or Love It zusammen mit Wretch 32 und J. Cole von seinem Mixtape Happy Birthday, das am 16. Dezember mit acht weiteren neuen Songs erschien. Als Gastmusiker auf dem Mixtape treten unter anderem Pusha T, Chipmunk, Tinchy Stryder und Soulja Boy auf.
Im Januar 2012 war er außerdem vom britischen Männermagazin GQ zum Bestgekleideten Mann Großbritanniens gewählt worden.
Der Song R.I.P von Rita Ora, bei dem Tempah einen Gastauftritt hat, schoss in Großbritannien an die Spitze der Downloadcharts und wenig später auch auf Position 1 der offiziellen britischen Charts.
Bei der Schlussfeier der Olympischen Sommerspiele 2012 in London sangen Taio Cruz und Jessie J zusammen mit Tinie Tempah den Bee-Gees-Titel You Should Be Dancing.
Zum am 26. Oktober 2012 erschienenen Album 18 Months von Calvin Harris steuerte er den Song Drinking from the Bottle bei.
Im Juni 2011 sagte er in einem Interview, dass er an einem neuen Album arbeite, dessen Erscheinen für Dezember geplant sei. Aufgrund seiner UK Arena Tour verschob er die Veröffentlichung allerdings auf April des kommenden Jahres, doch auch dieser Termin wurde erneut in Richtung 2013 geändert. Ende 2011 äußerte er, dass er einige Interpreten wie Gary Barlow, Chris Martin, Dizzee Rascal und The Script um ein Feature für sein zweites Album gebeten habe. Am 21. Februar 2012 gab er bei den BRIT Awards bekannt, dass das Album Demonstration heißen werde. Ferner wurde im August 2012 bekannt, dass an dem Album Diplo als Produzent beteiligt sei. Nach den zahlreichen Verzögerungen, die entstanden waren, weil Tempah sich ausführlicher Gedanken über ein Konzept gemacht hatte als bei seinem Debütalbum, erschien Demonstration am 4. November 2013. Zuvor waren die erste Single Trampoline (feat. 2 Chainz) und die Promo-Single für seine kommende Tour Don’t Sell Out, sowie die zweite Single Children of the Sun veröffentlicht worden, die am 28. Oktober 2013 erschien. Für den Song konnte er den schwedischen Sänger John Martin gewinnen, den er über das Produzenten-Team Swedish House Mafia kennengelernt hatte. Als weitere Gastmusiker auf dem Album sind unter anderem Big Sean, Emeli Sandé, Dizzee Rascal und Paloma Faith vertreten.

## Diskografie
Studioalben

| Jahr | Titel         | Höchstplatzierung, Gesamtwochen, AuszeichnungChartplatzierungen (Jahr, Titel, Platzierungen, Wochen, Auszeichnungen, Anmerkungen) | Höchstplatzierung, Gesamtwochen, AuszeichnungChartplatzierungen (Jahr, Titel, Platzierungen, Wochen, Auszeichnungen, Anmerkungen) | Höchstplatzierung, Gesamtwochen, AuszeichnungChartplatzierungen (Jahr, Titel, Platzierungen, Wochen, Auszeichnungen, Anmerkungen) | Höchstplatzierung, Gesamtwochen, AuszeichnungChartplatzierungen (Jahr, Titel, Platzierungen, Wochen, Auszeichnungen, Anmerkungen) | Höchstplatzierung, Gesamtwochen, AuszeichnungChartplatzierungen (Jahr, Titel, Platzierungen, Wochen, Auszeichnungen, Anmerkungen) | Anmerkungen                                               |
| Jahr | Titel         | DE | AT | CH | UK | US | Anmerkungen                                               |
| ---- | ------------- | --- | --- | --- | --- | --- | --------------------------------------------------------- |
| 2010 | Disc-Overy    | — | — | CH73 (6 Wo.)CH | UK1 ×3Dreifachplatin · (84 Wo.)UK                                                                                                 | US21 (4 Wo.)US | Erstveröffentlichung: 1. Oktober 2010 Verkäufe: 1.000.000 |
| 2013 | Demonstration | DE80 (1 Wo.)DE | — | CH29 (1 Wo.)CH | UK3 Gold · (25 Wo.)UK | — | Erstveröffentlichung: 1. November 2013                    |
| 2017 | Youth         | — | — | CH99 (1 Wo.)CH | UK9 Gold · (6 Wo.)UK | — | Erstveröffentlichung: 14. April 2017                      |

## Awards und Nominierungen
| Jahr | Verleihung              | Kategorie                          | Nominiertes Werk            | Ergebnis  | Ref    |
| ---- | ----------------------- | ---------------------------------- | --------------------------- | --------- | ------ |
| 2010 | MOBO Awards             | Bester Newcomer                    |                             | Gewonnen  | [ 7 ]  |
| 2010 | MOBO Awards             | Bestes Video                       | Frisky                      | Gewonnen  | [ 7 ]  |
| 2010 | MOBO Awards             | Bester UK Act                      |                             | Nominiert | [ 7 ]  |
| 2010 | MOBO Awards             | Bester Song                        | Pass Out                    | Nominiert | [ 7 ]  |
| 2010 | 4Music Video Honours    | Hottest Boy                        |                             | Nominiert | [ 8 ]  |
| 2010 | 4Music Video Honours    | Hottest Hook-up                    | Frisky (featuring Labrinth) | Nominiert | [ 8 ]  |
| 2010 | MP3 Music Awards        | The UGG Award (Urban/Garage/Grime) |                             | Gewonnen  | [ 9 ]  |
| 2010 | Urban Music Awards      | Bester Newcomer                    |                             | Gewonnen  | [ 7 ]  |
| 2010 | Urban Music Awards      | Bestes Video                       | Wonderman                   | Nominiert | [ 7 ]  |
| 2010 | Urban Music Awards      | Bester Hip-Hop Act                 |                             | Gewonnen  | [ 7 ]  |
| 2010 | Urban Music Awards      | Beste Kollaboration                | Pass Out                    | Gewonnen  | [ 7 ]  |
| 2010 | BT Digital Music Awards | Breakthrough Artist of the Year    |                             | Nominiert | [ 10 ] |
| 2010 | BT Digital Music Awards | Bester männlicher Künstler         |                             | Nominiert | [ 10 ] |
| 2010 | BT Digital Music Awards | Bester Newcomer                    |                             | Gewonnen  | [ 10 ] |
| 2010 | BT Digital Music Awards | Bestes Video                       | Pass Out                    | Nominiert | [ 10 ] |
| 2010 | BT Digital Music Awards | Bester Song                        | Pass Out                    | Nominiert | [ 10 ] |
| 2010 | UK Festival Awards      | Durchbruch                         |                             | Gewonnen  | [ 11 ] |
| 2010 | MTV Europe Music Awards | Bester Neuer Act aus UK und Irland |                             | Nominiert | [ 12 ] |
| 2011 | South Bank Awards       | Pop Music                          | Disc-Overy                  | Nominiert | [ 13 ] |
| 2011 | BRIT Awards             | Bester Britischer männlicher Act   |                             | Nominiert | [ 14 ] |
| 2011 | BRIT Awards             | Bester Durchbruch                  |                             | Gewonnen  | [ 14 ] |
| 2011 | BRIT Awards             | Beste Single                       | Pass Out                    | Gewonnen  | [ 14 ] |
| 2011 | BRIT Awards             | Album des Jahres                   | Disc-Overy                  | Nominiert | [ 14 ] |
| 2011 | MOBO Awards             | Bester UK Hip-Hop/Grime Act        |                             | Gewonnen  | [ 15 ] |
| 2011 | MOBO Awards             | Bestes Album                       | Disc-Overy                  | Nominiert | [ 15 ] |
| 2011 | MOBO Awards             | Bester Song                        | Hitz                        | Nominiert | [ 15 ] |
| 2011 | MOBO Awards             | Bester Song                        | Wonderman                   | Nominiert | [ 15 ] |
| 2011 | MOBO Awards             | Bester UK Act                      |                             | Nominiert | [ 15 ] |
| 2011 | BET Awards              | Bester internationaler Act: UK     |                             | Gewonnen  | [ 16 ] |
| 2013 | MOBO Awards             | Bester UK Hip-Hop/Grime Act        |                             | Gewonnen  |        |